# Asphondylia integrifoliae
Asphondylia integrifoliae är en tvåvingeart som beskrevs av Ephraim Porter Felt 1908. Asphondylia integrifoliae ingår i släktet Asphondylia och familjen gallmyggor. Inga underarter finns listade i Catalogue of Life.